# Vallée de Belisama
Belisama Vallis
Pour les articles homonymes, voir Belisama.
La vallée de Belisama (désignation internationale : Belisama Vallis) est une vallée située sur Vénus dans le quadrangle inconnu. Elle a été nommée en référence à Belisama, déesse celte des cours d'eau.